# 人面疮
人面疮，是传说中的一种妖怪病，像个有人脸的疮口，记载于《御伽婢子》。另外据《繪本百物語》中對「二口女」的描述，二口女可能也是其惡行而長出人面瘡的女性变成的妖怪。 
传说悟達國師的左腿膝蓋也得过人面瘡，记载于《慈悲三昧水懺》。以及《酉阳杂俎》也有记载江左（江东）有个商人，左胳膊上长人面疮的故事。明代文献《碧里杂存》也有关于人面疮的记载，并描述用贝母可以治疗。

## 可能成因
- 胎中胎
- 连体婴

## 参看
《晚安人面瘡》（日語：『おやすみ人面瘡』），白井智之作品
《地狱老师》
《怪医黑杰克》
《多罗罗》
《捉鬼天狗帮》
《应声虫》